# Liste der Kulturdenkmäler in Hamburg-Kleiner Grasbrook
Die Liste der Kulturdenkmäler in Hamburg-Kleiner Grasbrook enthält die in der Denkmalliste ausgewiesenen Denkmäler auf dem Gebiet des Stadtteils Kleiner Grasbrook der Freien und Hansestadt Hamburg.
Basis ist der Datensatz Denkmalliste Hamburg auf dem Transparenzportal Hamburg. Dieser enthält alle Objekte, die rechtskräftig nach dem Hamburger Denkmalschutzgesetz vom 5. April 2013 unter Denkmalschutz stehen (§ 6 Abs. 1 DSchG HA) oder zumindest zeitweise standen. Die Denkmalliste steht auch als PDF-Dokument zur Verfügung. Alle Denkmäler in Kleiner Grasbrook, die schon nach dem Denkmalschutzgesetz vom 3. Dezember 1973, zuletzt geändert am 27. November 2007, unter Denkmalschutz standen, sind auch auf der Liste der Kulturdenkmäler im Hamburger Bezirk Hamburg-Mitte zu finden.

## Legende
- ID: Gibt die vom Denkmalschutzamt Hamburg vergebene Objekt-ID (Identifikationsnummer) des Kulturdenkmals an, (in Klammern gegebenenfalls die Denkmalnummer nach altem Denkmalschutzgesetz).
- Adresse: Nennt den Straßennamen und, wenn vorhanden, die Hausnummer des Kulturdenkmals. Die Grundsortierung der Liste erfolgt nach dieser Adresse.
- Art: Zeigt an, ob es ein Objekt („O“) oder ein Ensemble („E“) ist.
- Datierung: Gibt die Datierung an; das Jahr der Fertigstellung bzw. den Zeitraum der Errichtung.
- Ensemble: Gibt die Nummer des Ensembles an, zu der das Objekt gehört, bzw. bei Ensembles die Nummer des Ensembles selbst.

Hinweis: Die Grundsortierung der Liste erfolgt nach der Adresse und ist alternativ nach ID, Art (Objekt oder Ensemble), Typ, Datierung, Entwurf oder Kurzbeschreibung sortierbar.

| ID           | Adresse | Art | Typ                                                              | Kurzbeschreibung | Datierung            | Entwurf                 | Ensemble | Bild           |
| ------------ | --- | --- | ---------------------------------------------------------------- | --- | -------------------- | ----------------------- | -------- | -------------- |
| 14518        | Am Windhukkai 9 (Lage) | O   | Schuppen                                                         | Schuppen 59 | 1930/32              | Dyckerhoff & Widmann KG |          |                |
| 30199        | An der Hafenbahn 1, 2, 3, 4, Harburger Chaussee 25, 27, 29, 31, 33, 35, 37, 39, 41, 43, 45, 47, 49, 51, 53, 55, 57, 59, 61, 63, 65, 67, 69, 71, 73, 73a, 73b, 73c, 73d, 73e, 73f, 73g, 73h, 73i, 75, 77, 79, 81, 83, 85, 87, 89, 91, 93, 95, 97, 99, 101, 103, 105, 107, 109, 111, 113, 115, 117, 119, 119a, 119b, 119c, 119d (Lage) | E   |                                                                  | An der Hafenbahn / Harburger Chaussee | 1914–1921            | Vicenz, Ernst           | 30199    |                |
| 13778 (719)  | An der Hafenbahn 1 (Lage) | O   | Etagenhaus                                                       | | 1915                 | Vicenz, Ernst           | 30199    |                |
| 13781 (719)  | An der Hafenbahn 2 (Lage) | O   | Etagenhaus                                                       | | 1915                 | Vicenz, Ernst           | 30199    |                |
| 13782 (719)  | An der Hafenbahn 3 (Lage) | O   | Etagenhaus                                                       | | 1915                 | Vicenz, Ernst           | 30199    |                |
| 13783 (719)  | An der Hafenbahn 4 (Lage) | O   | Etagenhaus                                                       | | 1915                 | Vicenz, Ernst           | 30199    |                |
| 13780        | An der Hafenbahn 4 (Lage) | O   | Grenzstein                                                       | | 1908                 |                         |          | BW             |
| 30200 (1335) | Australiastraße 12, o. Nr., Hansahöft o. Nr., Bremer Kai (Lage) | E   |                                                                  | Kaischuppen 50–52 Australiastraße / Bremer Kai |                      |                         | 30200    |                |
| 13779 (1335) | Australiastraße 12 (Lage) | O   | Wohnhaus                                                         | Beamtenwohnhaus Australiastraße | 1908/12              |                         | 30200    |                |
| 13018 (1335) | Australiastraße 6 (Lage) | O   | Kaischuppen                                                      | Kaischuppen 50 A | 1908/12              |                         | 30200    | weitere Bilder |
| 14500 (1335) | Australiastraße o. Nr. (Lage) | O   | Kaischuppen                                                      | Kaischuppen 51 | 1908/12              |                         | 30200    | weitere Bilder |
| 14501 (1335) | Australiastraße o. Nr. (Lage) | O   | Kaischuppen                                                      | Kaischuppen 52 | 1908/12              |                         | 30200    | weitere Bilder |
| 39186        | Australiastraße o. Nr., Kaispeicher A, derzeit ausgelagert (Lage) | O   | Krane                                                            | Krane des Kaispeichers A (Elbphilharmonie) | 1960er Jahre, Anfang |                         |          |                |
| 14827        | Bremer Kai | O   | Kaianlagen (Kräne; u. a.)                                        | Bremer Kai | 20. Jh., 2. Hälfte   |                         | 30200    | weitere Bilder |
| 30202        | Dessauer Straße 2, Lübecker Kai o. Nr. (Lage) | E   |                                                                  | Anlagen am Lübecker Kai |                      |                         | 30202    |                |
| 14806        | Dessauer Straße 2 (Lage) | O   | Schuppen; Rollkräne; Bahnanlage                                  | | 1900, um             |                         | 30202    |                |
| 14797        | Dessauer Straße am Dessauer Ufer (Lage) | O   | Lagerhaus                                                        | Lagerhaus F | 1956, um             | Kallmorgen, Werner      | 30213    |                |
| 14798 (1200) | Dessauer Straße am Dessauer Ufer (Lage) | O   | Lagerhaus                                                        | Lagerhaus G | 1903                 |                         | 30213    | weitere Bilder |
| 30213        | Dessauer Straße am Dessauer Ufer, Dessauer Ufer o. Nr. (Lage) | E   |                                                                  | Lagerhäuser Dessauer Ufer |                      |                         | 30213    |                |
| 14787        | Dessauer Ufer o. Nr. (Lage) | O   | Lagerhaus                                                        | Lagerhaus F | 1956, um             | Kallmorgen, Werner      | 30213    | BW             |
| 14788 (1200) | Dessauer Ufer o. Nr. (Lage) | O   | Lagerhaus                                                        | Lagerhaus G | 1903                 |                         | 30213    | weitere Bilder |
| 14512        | Hafenbahnhof Hamburg-Süd (Lage) | O   | Bahnhof (Güterbahn); Zollrampe                                   | Hafenbahnhof Hamburg-Süd | 1914, um             |                         |          |                |
| 14514        | Hansahöft o. Nr. | O   | Höft; u. a.                                                      | Hansahöft | 20. Jh., 1. Viertel  |                         | 30200    | weitere Bilder |
| 13784 (719)  | Harburger Chaussee 25 (Lage) | O   | Etagenhaus                                                       | | 1915                 | Vicenz, Ernst           | 30199    |                |
| 13785 (719)  | Harburger Chaussee 27 (Lage) | O   | Etagenhaus                                                       | | 1915                 | Vicenz, Ernst           | 30199    |                |
| 13786 (719)  | Harburger Chaussee 29 (Lage) | O   | Etagenhaus                                                       | | 1915                 | Vicenz, Ernst           | 30199    | BW             |
| 13787 (719)  | Harburger Chaussee 31 (Lage) | O   | Etagenhaus                                                       | | 1915                 | Vicenz, Ernst           | 30199    | BW             |
| 13788 (719)  | Harburger Chaussee 33 (Lage) | O   | Etagenhaus                                                       | | 1915                 | Vicenz, Ernst           | 30199    | BW             |
| 13789 (719)  | Harburger Chaussee 35 (Lage) | O   | Etagenhaus                                                       | | 1915                 | Vicenz, Ernst           | 30199    | BW             |
| 13790 (719)  | Harburger Chaussee 37 (Lage) | O   | Etagenhaus                                                       | | 1915                 | Vicenz, Ernst           | 30199    | BW             |
| 13791 (719)  | Harburger Chaussee 39 (Lage) | O   | Etagenhaus                                                       | | 1915                 | Vicenz, Ernst           | 30199    | BW             |
| 14458 (719)  | Harburger Chaussee 41 (Lage) | O   | Etagenhaus                                                       | | 1915                 | Vicenz, Ernst           | 30199    | BW             |
| 14459 (719)  | Harburger Chaussee 43 (Lage) | O   | Etagenhaus                                                       | | 1915                 | Vicenz, Ernst           | 30199    | BW             |
| 14460 (719)  | Harburger Chaussee 45 (Lage) | O   | Etagenhaus                                                       | | 1915                 | Vicenz, Ernst           | 30199    | BW             |
| 14461 (719)  | Harburger Chaussee 47 (Lage) | O   | Etagenhaus                                                       | | 1915                 | Vicenz, Ernst           | 30199    | BW             |
| 14462 (719)  | Harburger Chaussee 49 (Lage) | O   | Etagenhaus                                                       | | 1915                 | Vicenz, Ernst           | 30199    | BW             |
| 14463 (719)  | Harburger Chaussee 51 (Lage) | O   | Etagenhaus                                                       | | 1915                 | Vicenz, Ernst           | 30199    | BW             |
| 14464 (719)  | Harburger Chaussee 53 (Lage) | O   | Etagenhaus                                                       | | 1915                 | Vicenz, Ernst           | 30199    | BW             |
| 14465 (719)  | Harburger Chaussee 55 (Lage) | O   | Etagenhaus                                                       | | 1915                 | Vicenz, Ernst           | 30199    | BW             |
| 14466 (719)  | Harburger Chaussee 57 (Lage) | O   | Etagenhaus                                                       | | 1919/21              | Vicenz, Ernst           | 30199    | BW             |
| 14467 (719)  | Harburger Chaussee 59 (Lage) | O   | Etagenhaus                                                       | | 1919/21              | Vicenz, Ernst           | 30199    | BW             |
| 14468 (719)  | Harburger Chaussee 61 (Lage) | O   | Etagenhaus                                                       | | 1919/21              | Vicenz, Ernst           | 30199    | BW             |
| 14469 (719)  | Harburger Chaussee 63 (Lage) | O   | Etagenhaus                                                       | | 1919/21              | Vicenz, Ernst           | 30199    | BW             |
| 14470 (719)  | Harburger Chaussee 65 (Lage) | O   | Etagenhaus                                                       | | 1919/21              | Vicenz, Ernst           | 30199    | BW             |
| 14471 (719)  | Harburger Chaussee 67 (Lage) | O   | Etagenhaus                                                       | | 1919/21              | Vicenz, Ernst           | 30199    | BW             |
| 14472 (719)  | Harburger Chaussee 69 (Lage) | O   | Etagenhaus                                                       | | 1919/21              | Vicenz, Ernst           | 30199    | BW             |
| 14473 (719)  | Harburger Chaussee 71 (Lage) | O   | Etagenhaus                                                       | | 1919/21              | Vicenz, Ernst           | 30199    | BW             |
| 14474 (719)  | Harburger Chaussee 73 (Lage) | O   | Etagenhaus                                                       | | 1919/21              | Vicenz, Ernst           | 30199    |                |
| 14475 (719)  | Harburger Chaussee 73a (Lage) | O   | Etagenhaus                                                       | | 1919/21              | Vicenz, Ernst           | 30199    |                |
| 14476 (719)  | Harburger Chaussee 73b (Lage) | O   | Etagenhaus                                                       | | 1919/21              | Vicenz, Ernst           | 30199    |                |
| 14477 (719)  | Harburger Chaussee 73c (Lage) | O   | Etagenhaus                                                       | | 1919/21              | Vicenz, Ernst           | 30199    |                |
| 14478 (719)  | Harburger Chaussee 73d (Lage) | O   | Etagenhaus                                                       | | 1919/21              | Vicenz, Ernst           | 30199    | BW             |
| 14479 (719)  | Harburger Chaussee 73e (Lage) | O   | Etagenhaus                                                       | | 1919/21              | Vicenz, Ernst           | 30199    | BW             |
| 14480 (719)  | Harburger Chaussee 73f (Lage) | O   | Etagenhaus                                                       | | 1919/21              | Vicenz, Ernst           | 30199    | BW             |
| 14481 (719)  | Harburger Chaussee 73g (Lage) | O   | Etagenhaus                                                       | | 1919/21              | Vicenz, Ernst           | 30199    | BW             |
| 14482 (719)  | Harburger Chaussee 73h (Lage) | O   | Etagenhaus                                                       | | 1919/21              | Vicenz, Ernst           | 30199    | BW             |
| 14483 (719)  | Harburger Chaussee 73i (Lage) | O   | Etagenhaus                                                       | | 1919/21              | Vicenz, Ernst           | 30199    | BW             |
| 14484 (719)  | Harburger Chaussee 75 (Lage) | O   | Etagenhaus                                                       | | 1919/21              | Vicenz, Ernst           | 30199    | BW             |
| 14485 (719)  | Harburger Chaussee 77 (Lage) | O   | Etagenhaus                                                       | | 1919/21              | Vicenz, Ernst           | 30199    | BW             |
| 14486 (719)  | Harburger Chaussee 79 (Lage) | O   | Etagenhaus                                                       | | 1919/21              | Vicenz, Ernst           | 30199    | BW             |
| 14487 (719)  | Harburger Chaussee 81 (Lage) | O   | Etagenhaus                                                       | | 1919/21              | Vicenz, Ernst           | 30199    | BW             |
| 14488 (719)  | Harburger Chaussee 83 (Lage) | O   | Etagenhaus                                                       | | 1919/21              | Vicenz, Ernst           | 30199    | BW             |
| 14489 (719)  | Harburger Chaussee 85 (Lage) | O   | Etagenhaus                                                       | | 1919/21              | Vicenz, Ernst           | 30199    | BW             |
| 14490 (719)  | Harburger Chaussee 87 (Lage) | O   | Etagenhaus                                                       | | 1919/21              | Vicenz, Ernst           | 30199    | BW             |
| 14491 (719)  | Harburger Chaussee 89 (Lage) | O   | Etagenhaus                                                       | | 1919/21              | Vicenz, Ernst           | 30199    | BW             |
| 14492 (719)  | Harburger Chaussee 91 (Lage) | O   | Etagenhaus                                                       | | 1919/20              | Vicenz, Ernst           | 30199    | BW             |
| 14493 (719)  | Harburger Chaussee 93 (Lage) | O   | Etagenhaus                                                       | | 1919/20              | Vicenz, Ernst           | 30199    | BW             |
| 14494 (719)  | Harburger Chaussee 95 (Lage) | O   | Etagenhaus                                                       | | 1919/20              | Vicenz, Ernst           | 30199    | BW             |
| 14495 (719)  | Harburger Chaussee 97 (Lage) | O   | Etagenhaus                                                       | | 1919/20              | Vicenz, Ernst           | 30199    | BW             |
| 14496 (719)  | Harburger Chaussee 99 (Lage) | O   | Etagenhaus                                                       | | 1919/20              | Vicenz, Ernst           | 30199    | BW             |
| 14497 (719)  | Harburger Chaussee 101 (Lage) | O   | Etagenhaus                                                       | | 1919/20              | Vicenz, Ernst           | 30199    | BW             |
| 14498 (719)  | Harburger Chaussee 103 (Lage) | O   | Etagenhaus                                                       | | 1919/20              | Vicenz, Ernst           | 30199    | BW             |
| 14499 (719)  | Harburger Chaussee 105 (Lage) | O   | Etagenhaus                                                       | | 1919/20              | Vicenz, Ernst           | 30199    | BW             |
| 13007 (719)  | Harburger Chaussee 107 (Lage) | O   | Etagenhaus                                                       | | 1919/20              | Vicenz, Ernst           | 30199    |                |
| 13008 (719)  | Harburger Chaussee 109 (Lage) | O   | Etagenhaus                                                       | | 1919/20              | Vicenz, Ernst           | 30199    |                |
| 13009 (719)  | Harburger Chaussee 111 (Lage) | O   | Etagenhaus                                                       | | 1919/20              | Vicenz, Ernst           | 30199    | BW             |
| 13010 (719)  | Harburger Chaussee 113 (Lage) | O   | Etagenhaus                                                       | | 1919/20              | Vicenz, Ernst           | 30199    | BW             |
| 13011 (719)  | Harburger Chaussee 115 (Lage) | O   | Etagenhaus                                                       | | 1919/20              | Vicenz, Ernst           | 30199    | BW             |
| 13012 (719)  | Harburger Chaussee 117 (Lage) | O   | Etagenhaus                                                       | | 1919/20              | Vicenz, Ernst           | 30199    | BW             |
| 13013 (719)  | Harburger Chaussee 119 (Lage) | O   | Etagenhaus                                                       | | 1919/20              | Vicenz, Ernst           | 30199    | BW             |
| 13014 (719)  | Harburger Chaussee 119a (Lage) | O   | Etagenhaus                                                       | | 1919/20              | Vicenz, Ernst           | 30199    | BW             |
| 13015 (719)  | Harburger Chaussee 119b (Lage) | O   | Etagenhaus                                                       | | 1919/20              | Vicenz, Ernst           | 30199    | BW             |
| 13016 (719)  | Harburger Chaussee 119c (Lage) | O   | Etagenhaus                                                       | | 1919/20              | Vicenz, Ernst           | 30199    | BW             |
| 13017 (719)  | Harburger Chaussee 119d (Lage) | O   | Etagenhaus                                                       | | 1919/20              | Vicenz, Ernst           | 30199    | BW             |
| 29320        | Kamerunweg 10 (Lage) | O   | Werkhalle; Bürogebäude zur Straße                                | Kamerunweg 10, Werkhalle mit Bürogebäude zur Straße                                                                                                  | 1900, um             |                         |          | BW             |
| 14507        | Lübecker Kai o. Nr. (Lage) | O   | Schuppen; Rollkräne; Bahnanlage                                  | | 1900, um             |                         | 30202    | BW             |
| 14510        | Lübecker Kai o. Nr. | O   | Kräne, Rollkräne                                                 | | 20. Jh., Mitte       |                         |          |                |
| 14511        | Melniker Ufer o. Nr. | O   | Lagerhaus                                                        | Lagerhaus D | 1914, um             |                         |          |                |
| 14509        | Sachsenbrücke 8 (Lage) | O   | Lagerhaus                                                        | Lagerhaus D | 1914, um             |                         |          | BW             |
| 14506        | Veddeler Damm 14 (Lage) | O   | Verwaltungsgebäude (Zoll)                                        | Freihafenamt | 1925, um             |                         |          |                |
| 14502        | Veddeler Damm 14a (Lage) | O   | Verwaltungsgebäude (Zoll)                                        | Freihafenamt | 1925, um             |                         |          |                |
| 14522        | Veddeler Damm 14b (Lage) | O   | Verwaltungsgebäude (Zoll)                                        | Freihafenamt | 1925, um             |                         |          |                |
| 30201        | Veddeler Damm 48, Worthdamm 49, 49a, südlich von Nr. 49, 49a, südlich von Nr. 49a (Lage) | E   |                                                                  | Polizeikaserne Veddeler Damm |                      |                         | 30201    | weitere Bilder |
| 14505        | Veddeler Damm 48 (Lage) | O   | Kasernenanlage (Polizeikaserne)                                  | | 1926/27              | Ranck, Christoph        | 30201    | BW             |
| 14503        | Veddeler Damm o. Nr. (Lage) | O   | Schuppen                                                         | Schuppen 59 | 1930/32              | Dyckerhoff & Widmann KG |          | BW             |
| 14521        | Veddeler Damm südlich Veddeler Damm über die Müggenburger Durchfahrt (Lage) | O   | Zollzaun                                                         | | 20. Jh.              |                         |          |                |
| 14516        | Veddelkanalbrücke o. Nr. | O   | Brücken                                                          | Veddelkanalbrücke | 20. Jh., Anfang      |                         |          |                |
| 14508        | Worthdamm 41 (Lage) | O   | Lagerhaus                                                        | Lagerhaus 65 D | 20. Jh., Mitte       |                         |          | BW             |
| 14504        | Worthdamm 49 (Lage) | O   | Kasernenanlage (Polizeikaserne) (Wagenschuppen; Stall)           | | 1926/27              | Ranck, Christoph        | 30201    | BW             |
| 14520        | Worthdamm 49a (Lage) | O   | Kasernenanlage (Polizeikaserne) (Turnhalle; Schmiede)            | | 1926/27              | Ranck, Christoph        | 30201    | BW             |
| 29350        | Worthdamm 50, 54 (Lage) | O   | Gewerbebauten                                                    | Reiherdamm zwischen Reiherstieg und Verlängerung des Stillhorner Damms, Faßabfüll- und Lagerhallen der Firma Texaco, Hallen 14, 14.1, 14.2, 15, 15.1 | 1957/1960            |                         |          | BW             |
| 29305        | Worthdamm östlich von Nr. 45a (Lage) | O   | Vorsetzen                                                        | Steinwerder Hafen, Hölzene Vorsetzen von ca. 200 m Länge vor dem südlichen Westufer und Kran am nördlichen Ende                                      | 1900, um             |                         |          | BW             |
| 14809        | Worthdamm südlich von Nr. 49, 49a (Lage) | O   | Sportplatz (Polizeikaserne)                                      | | 1926/27              | Ranck, Christoph        | 30201    | BW             |
| 14810        | Worthdamm südlich von Nr. 49a (Lage) | O   | Kasernenanlage (Polizeikaserne) (Kasernengebäude, Pulvermagazin) | | 1926/27              | Ranck, Christoph        | 30201    | BW             |